# Parrsboro
Parrsboro est une ville canadienne située dans le Comté de Cumberland en Nouvelle-Écosse.
La ville est connue pour son port situé au bord du Bassin des Mines, ainsi que pour son musée de géologie.

## Histoire
Avant l'arrivée des Européens, Parrsboro était une zone de portage utilisée par les Micmacs entre le Bassin des Mines et les rivières du Comté de Cumberland.
Les premiers colons européens sont des Acadiens qui s'établissent aux alentours de 1670 à l'embouchure ouest de l'actuel port de Parrsboro, près de l'île Partridge. Après le Grand Dérangement, ceux-ci sont remplacés par des Planters venus de Nouvelle-Angleterre. L'établissement est alors connu sous le nom de Mill Village, puis est nommé Parssboro en 1784 en l'honneur de John Parr, lieutenant-gouverneur de Nouvelle-Écosse.

## Démographie
| 2001  | 2006  | 2011  | 2016  |
| ----- | ----- | ----- | ----- |
| 1 529 | 1 401 | 1 305 | 1 205 |